# Європейський кіноприз найкращому актору
Європейський кіноприз найкращому актору
Переможця серед номінантів за найкращу чоловічу роль визначають члени Європейської кіноакадемії починаючи з першої церемонії нагороджування що відбулася 26 листопада 1988 року в Західному Берліні, Німеччина. Найчастіше лауреатами премії ставали британські актори (7 перемог), менше у їхніх колег з Франції (5 перемог). Єдиний з українських акторів який був номінований на премію — Богдан Ступка, у 2004 році за фільм Свої.
| Статистика                          | Актор           | К-сть | Роки              |
| Найбільше нагород                   | Данієль Отей    | 2     | 1993, 2005        |
| Найбільше нагород                   | Тоні Сервілло   | 2     | 2008, 2013        |
| Найбільше номінацій ( * — Перемога) | Хав'єр Бардем   | 3     | 1998, 2002, 2004* |
| Найбільше номінацій без перемог     | Мадс Міккельсен | 2     | 2006, 2008, 2012  |
| Найбільше номінацій без перемог     | Мішель Пікколі  | 3     | 2001, 2007, 2011  |

## Лауреати та номінанти

### 1980-ті роки
| Рік  | Лауреати | Номінанти |
| ---- | --- | --- |
| 1988 | Макс фон Сюдов — Пелле-завойовник, за роль Лассе                                                                   | Клаус Марія Брандауер — Хануссен Альфредо Ланда — Живий ліс Удо Замель — З моїми гарячими сльозами Дорел Вісан — Якоб |
| 1989 | Філіпп Нуаре — Життя і нічого більше та Новий кінотеатр «Парадізо», за ролі майора Делаплан та Альфредо відповідно | Кароль Епер'єш — Ельдорадо Деніел Дей-Льюїс — Моя ліва нога Давор Дуймович — Час циган Йозеф Кронер — Ти, що на небі  |

### 1990-ті роки
| Рік  | Лауреати                                                                       | Номінанти |
| ---- | ------------------------------------------------------------------------------ | --- |
| 1990 | Кеннет Брана — Генріх V, за роль короля Англії Генріха V                       | Жерар Депардьє — Сірано де Бержерак Філіпп Занден — Ангел-охоронець |
| 1991 | Мішель Буке — Тото-герой, за роль літнього Томаса                              | Клаудіо Амендола — Ультра Рішар Анконіна — Маленький злочинець |
| 1992 | Матті Пеллонпяя — Життя богеми, за роль Родольфо                               | Дені Лаван — Коханці з Нового мосту Енріко Ло Версо — Викрадач дітей |
| 1993 | Данієль Отей — Серце взимку, за роль Стефана                                   | Карло Кеччі — Смерть неаполітанського математика Жан Деклер — Денс |
| 1994 | Премію не присуджували                                                         | Премію не присуджували |
| 1995 | Премію не присуджували                                                         | Премію не присуджували |
| 1996 | Єн Маккеллен — Річард III, за роль короля Англії Річарда III                   | |
| 1997 | Боб Госкінс — 24/7: 24 години на добу і 7 днів на тиждень, за роль Алана Дарсі | Маріо Адорф — Россіні Єжи Штур — Історії кохання Філіпп Торретон — Капітан Конан |
| 1998 | Роберто Беніньї — Життя прекрасне, за роль Гвідо Орефіче                       | Хав'єр Бардем — Жива плоть Пітер Маллен — Мене звуть Джо Ульріх Томсен — Свято |
| 1999 | Ральф Файнс — Смак сонячного світла, за роль Ігнаца Зонненшайна                | Андерс В. Бертельсен — Остання пісня Міфуне Руперт Еверетт — Ідеальний чоловік Ґетц Джордж — Після правди Філіпп Торретон — Все це починається сьогодні Рей Вінстон — Зона бойових дій |

### 2000-ні роки
| Рік  | Лауреати | Номінанти |
| ---- | --- | --- |
| 2000 | Сержі Лопес — Гаррі - друг, який бажає Вам добра, за роль Гаррі                                                | Джеймі Белл — Біллі Елліот Бруно Ґанц — Хліб і тюльпани Інгвар Еггерт Сігурдссон — Ангели всесвіту Кшиштоф Шивчик — Воячек Стеллан Скарсгард — Абердин                                                                  |
| 2001 | Бен Кінґслі — Сексуальна бестія, за роль Дона Логана                                                           | Джеспер Крістенсен — Лавка Бранко Джуріч — Нічия земля Склад фільму:Майкл Кейн, Том Кортні, Девід Гемінґс, Боб Госкінс, Рей Вінстон — Останні замовлення Мішель Пікколі — Я іду додому Стеллан Скарсгард — Думки сторін |
| 2002 | Серджо Кастеллітто — Непереборна Марта та Посмішка моєї мами, за ролі Маріо та Ернесто Піччіафуокко відповідно | Хав'єр Бардем — Понеділки на сонці Хав'єр Камара — Поговори з нею Мартін Компстон — Милі шістнадцять років Олів'є Гурме — Син Маркку Пелтола — Людина без минулого Тімоті Сполл — Все або нічого                        |
| 2003 | Данієль Брюль — Ґуд бай, Ленін!, за роль Олександра Кернера                                                    | Чіветель Еджіофор — Брудні принади Томас Лемаркус — Ной - Біла ворона Луїджі Ло Кашио — Найкращі роки молодості Жан Рошфор — Людина з потягу Бруно Тодесчіні — Його брат                                                |
| 2004 | Хав'єр Бардем — Море всередині, за роль Рамона Сампедро                                                        | Данієль Брюль — Вихователі Бруно Ґанц — Бункер Жерар Жуньо — Хористи Богдан Ступка — Свої Біроль Унел — Головою об стіну                                                                                                |
| 2005 | Данієль Отей — Приховане, за роль Жоржа Лорана                                                                 | Ромен Дюрі — І моє серце завмерло Генрі Хебхен — Всі за Цукерами Ульріх Маттес — Дев'ятий день Жеремі Реньє — Дитина Ульріх Томсен — Брати                                                                              |
| 2006 | Ульріх Мюе — Життя інших, за роль капітана Герда Візлера                                                       | Патрік Шене — Я тут не для того, щоб мене любили Джеспер Крістенсен — Вбивство Мадс Міккельсен — Після весілля Кілліан Мерфі — Вітер, що гойдає верес та Сніданок на Плутоні Сільвіо Орландо — Кайман                   |
| 2007 | Сассон Габай — Візит оркестру, за роль лейтенанта-полковника Тавфіка Закар'ї                                   | Еліо Джермано — Мій брат – єдина дитина Мікі Манойловіч — Ірина Палм зробить це краще Джеймс Макевой — Останній король Шотландії Мішель Пікколі — Вічна красуня Бен Вішоу — Парфумер: історія одного вбивці             |
| 2008 | Тоні Сервілло — Дивовижний та Гомора, за ролі прем'єр-міністра Італії Джуліо Андреотті та Франко відповідно    | Майкл Фассбендер — Голод Туре Ліндхардт та Мадс Міккельсен — Полум'я і Цитрон Джеймс Макевой — Спокута Юрген Фогель — Хвиля Ельмар Веппер — Колір сакури                                                                |
| 2009 | Тахар Рахім — Пророк, за роль Маліка Ель Джебена                                                               | Моріц Бляйбтрой — Комплекс Баадера-Майнгоф Стів Еветс — В пошуках Еріка Давід Кросс — Читець Дев Патель — Мільйонер із нетрів Філіппо Тімі — Перемагати                                                                 |

### 2010-ті роки
| Рік  | Лауреати                                                                 | Номінанти |
| ---- | ------------------------------------------------------------------------ | --- |
| 2010 | Юен Мак-Грегор — Примара, за роль письменника                            | Якоб Седергрен — Субмарино Еліо Джермано — Наше життя Джордже Піштеряну — Хочу свистіти – свищу! Луіс Тосар — Камера 211                                                          |
| 2011 | Колін Ферт — Промова короля, за роль короля Георга VI                    | Жан Дюжарден — Артист Мікаел Персбрандт — Помста Мішель Пікколі — У нас є Папа Андре Вільм — Гавр                                                                                 |
| 2012 | Жан-Луї Трентіньян — Любов, за роль Жоржа                                | Франсуа Клюзе, Омар Сі — Недоторканні Майкл Фассбендер — Сором Мадс Міккельсен — Полювання Гарі Олдмен — Шпигун, вийди геть!                                                      |
| 2013 | Тоні Сервілло — Велика краса, за роль Джепа Камбарбели                   | Йохан Хелденберг — Розірване коло Джуд Лоу — Анна Кареніна Фабріс Лучіні — У будинку Том Шиллінг — Ой, хлопче!                                                                    |
| 2014 | Тімоті Сполл — Містер Тернер, за роль Вільям Тернер                      | Олексій Серебряков — Левіафан Стеллан Скашгорд — Німфоманка Брендан Глісон — Голгофа Том Харді — Лок                                                                              |
| 2015 | Майкл Кейн — Юність                                                      | Том Кортні — 45 років Колін Фаррелл — Лобстер Крістіан Фрідель — Підірвати Гітлера Венсан Лендон — Закон ринку                                                                    |
| 2016 | Петер Зімонішек — Тоні Ердманн, за роль Вінфріда Конраді / Тоні Ердманна | Г'ю Грант — Флоренс Фостер Дженкінс Дейв Джонс — Я, Деніел Блейк Хав'єр Камара — Трумен Бурггарт Клаусснер — Держава проти Фрітца Бауера Рольф Лассгорд — Людина на ім'я Уве      |
| 2017 | Клас Банг — Квадрат, за роль Крістіана                                   | Науель Перес Біскаярт — 120 ударів на хвилину Йозеф Гадер — Перед світанком Жан-Луї Трентіньян — Хепі-енд Колін Фаррелл — Убивство священного оленя                               |
| 2018 | Марчелло Фонте — Догмен                                                  | Сверрір Гуднасон — Борг проти Макінроя Руперт Еверетт — Щасливий принц Якоб Кедергрен — Вина Томаш Кот — Холодна війна Віктор Полстер — Дівчина                                   |
| 2019 | Антоніо Бандерас — Біль та слава                                         | Леван Гельбах'яні — А потім ми танцювали Жан Дзюжардэн — Офіцер і шпигун Інгвар Еггерт Сігурдссон — Білий, білий день П'єрфранческо Фавіно — Зрадник Александер Шеєр — Gundermann |

### 2020-ті роки
| Рік  | Лауреати                                       | Номінанти |
| ---- | ---------------------------------------------- | --- |
| 2020 | Мадс Міккельсен — Ще по одній, за роль Мартіна | Горан Богдан — Отац Бартош Біленя — Тіло Христове Еліо Джермано — Hidden Away Лука Марінеллі — Мартин Иден Вігго Мортенсен — Falling |